# Let My Love Open the Door
Let My Love Open the Door est une chanson écrite et interprétée par Pete Townshend en 1980, issue de son album Empty Glass. La chanson s'est classée dans le Top 10 aux États-Unis l'année de sa sortie, en se positionnant à la neuvième place,. La chanson s'est classée à la 5e place au Canada.

## Contexte
Bien que Pete Townshend soit un adepte du gourou Meher Baba, il a affirmé dans le livret de son album Anthologie que Jésus chantait sur la piste.
Let My Love Open the Door est le deuxième single d'Empty Glass en Grande-Bretagne, où il a été soutenu par des singles exclusifs tels que « Classfied » et « Greyhound Girl ». La chanson n'a atteint que la 46e place du classement en Grande-Bretagne. Elle a toutefois eu plus de succès lorsqu'elle a été lancée aux États-Unis, atteignant la 9e place des charts. C'est la seule chanson chantée en solo par Pete Townshend à atteindre le Top 10 du Billboard Hot 100, toutefois une chanson écrite par Pete pour le groupe The Who (I Can See for Miles) avait atteint la même position dans le classement 13 ans plus tôt.
Le manager de Pete trouvait que la chanson « ne sonn[ait] pas comme du Pete Townshend et [il] voulai[t] que celle-ci soit retirée de l'album Empty Glass ». Cependant, il a appelé Pete Townshend pour s'excuser lorsque la chanson a rencontré du succès dans les charts.
En dépit du succès commercial et de la bonne critique de la chanson, Pete Townshend ne l'a pas considérée comme l'une de ses meilleures. Il a déclaré dans une interview pour Rolling Stone que Let My Love Open the Door était « juste une comptine », en disant qu'il préférait le son de A little is enough du même album malgré le succès mineur de celle-ci.
En 1996, Pete Townshend a dévoilé une nouvelle version, une ballade, de la chanson the E.Cola mix. Cette version a été utilisée pour des bandes-son et dans différentes émissions de télévision.

## Staff
- Pete Townshend : vocaliste, guitariste, synthé
- John "Rabbit" Bundrick : claviériste
- Simon Phillips : batteur
- Tony Butler : bassiste
- Ted Jensen : ingénieur du son

## Reprises
- Une version de cette chanson apparaît dans l'EP du groupe chrétien Luminate[7].
- Elle a également été reprise par M. Ward en 2005, pour l'album de compil de Starbucks, Sweetheart 2005: Love Songs.
- Le groupe de rock chrétien Audio Adrenaline a repris cette chanson sur son album Underdog en 1999.
- Natalie Imbruglia a également repris la chanson en 2015 sur son album Male.
- Great Big Sea ont repris la chanson sur leur album XX en 2012.
- Roger Daltrey a repris la chanson en 2015 pour la campagne de l'association contre la lutte de cancer chez les adolescents Teen Cancer America et First Citizens Bank[8]. Une version complète a été lancée en février 2016, dont toutes les recettes ont été reversées à l'association.
- Le groupe Rogue Wave a également repris la chanson dans l'album Cover me, paru en 2017.

## Liste des films, séries et autres émissions qui ont utilisé la bande-son
La chanson a été utilisée dans de nombreuses bandes-son notamment dans des comédies telles que Jerry Maguire, Comment savoir, ou en tant que générique de fin dans Les Aventures de Mister Deeds en 2002, Père et Fille en 2004, Polly et moi également en 2004. La chanson est également présente dans la bande-son des films et séries suivants : 
- Allô maman, ici bébé (1989)
- Tueurs à gages (version the E.Cola Mix) (1997)
- Les Aventures de Mister Deeds (2002)
- Père et Fille (version the E.Cola Mix) (2004)
- Polly et moi (2004)
- Click : Télécommandez votre vie (dans la bande annonce) (2006)
- Coup de foudre à Rhode Island (2007)
- Doctors (soap opera), saison 11, épisode 106 (2009)
- Les deux font la père (2009)
- Comment savoir (dans la bande annonce) (2010)
- Une soirée d'enfer (version the E.Cola Mix) (2011)
- Red Dog (2011)
- Hit and Run (2012)
- The Newsroom, saison 2, épisode 9 (reprise du groupe Luminate) (15 septembre 2013)
- Californication, épisode 1 saison 7 (13 avril 2014)
- Les Goldberg, saison 1 épisode 4 : Pourquoi tu te fous des baffes ? (2013) la version the E. Cola Mix, jouée avant le générique de fin. Également dans la saison 4, épisode 15 : Graine de star (2017)
- Grace et Frankie, épisode 9 : L'invitation de la saison 1 (2015). Une reprise de la chanson par Stacey Markus est utilisée à la fin de l'épisode.
- L'Arme Fatale, dans la saison 2, épisode 9 : Le Retour du King, la chanson est interprétée par le groupe Rogue Wave (2017)[9]
- La chanson est également utilisée dans la publicité de Noël de Walmart diffusée à partir de décembre 2017[10].
- Adam à travers le temps (2022)
- Acapulco (série télévisée) (2022) Saison 1 Épisode 5 à la fin de l'épisode.